# Cristina Carmilla
Cristina Carmilla (Brescia, 28 febbraio 1966) è un'ex cestista italiana.
Ha giocato in Serie A1 con Busto Arsizio, Parma, Ferrara e Priolo Gargallo.